# Mark Anthony Graham
Mark Anthony Graham (* 17. Mai 1973 in Gordon Town, Jamaika; † 4. September 2006 in Panjwaii, Afghanistan) war ein kanadischer Leichtathlet.

## Leben und Karriere
Mark Anthony Graham wuchs in Hamilton (Ontario) auf und wohnte zuletzt in Calgary. Während der Olympischen Sommerspiele 1992 war er in der kanadischen 4-mal-400-Meter-Staffel und erreichte hier zusammen mit seinem Team den dreizehnten Platz.
Graham war an der NATO-Mission in Afghanistan als Soldat beteiligt und wurde durch Friendly Fire der United States Air Force getötet. Irrtümlich bombardierten zwei Fairchild-Republic A-10 seinen Platoon, nachdem man diesen mit Taliban-Rebellen verwechselt hatte. Am 4. September 2006 starb er im Alter von 33 Jahren in Panjwaii, Afghanistan.